# Шталь, Рудольф
Рудольф Шталь (нем. Rudolf Stahl; 11 февраля 1912, Дармштадт — 7 июня 1984) — немецкий гандболист. Чемпион Олимпийских игр 1936 года в Берлине.
В 1936 году Шталь вошёл в состав сборной Германии для участия в олимпийских играх в Берлине, на которых впервые был представлен гандбол. На соревнованиях он принял участие в двух встречах, а его сборная стала олимпийским чемпионом, одержав победы в каждом из матчей.
Всего за карьеру сыграл 6 матчей за сборную Германии, а также был чемпионом страны в 1934 году в составе клуба «Polizeisportverein Darmstadt». По основной профессии — полицейский.